# Emiliano Zapata, Venustiano Carranza
Emiliano Zapata är en ort i Mexiko.   Den ligger i kommunen Venustiano Carranza och delstaten Chiapas, i den sydöstra delen av landet, 800 km öster om huvudstaden Mexico City. Emiliano Zapata ligger 959 meter över havet och antalet invånare är 128.
Terrängen runt Emiliano Zapata är bergig. Runt Emiliano Zapata är det ganska tätbefolkat, med 52 invånare per kvadratkilometer. Närmaste större samhälle är Venustiano Carranza, 15,7 km sydväst om Emiliano Zapata. Omgivningarna runt Emiliano Zapata är en mosaik av jordbruksmark och naturlig växtlighet.